# Dysmicoccus difficilis
Dysmicoccus difficilis är en insektsart som först beskrevs av Lobdell 1930.  Dysmicoccus difficilis ingår i släktet Dysmicoccus och familjen ullsköldlöss. Inga underarter finns listade i Catalogue of Life.